# Maison du voïvode Petar Bojović
La maison du voïvode Petar Bojović (en serbe cyrillique : Кућа војводе Петра Бојовића ; en serbe latin : Kuća vojvode Petra Bojovića) est située à Belgrade, la capitale de la Serbie, dans la municipalité urbaine de Vračar. Elle est inscrite sur la liste des biens culturels de la ville de Belgrade.

## Présentation
La maison, située 25 rue Trnska, est associée au souvenir du voïvode Petar Bojović (1858-1945) qui s'est illustré dans les Guerres balkaniques et, surtout, au cours de la Première Guerre mondiale, où, en 1915, il devint le chef du Commandement suprême de l'armée, succédant ainsi au voïvode Radomir Putnik. Petar Bojović vécut et travailla dans cette maison de 1928 à sa mort.